# Probarbus labeaminor
Probarbus labeaminor là một loài cá vây tia thuộc họ Cyprinidae.
Loài này có ở Lào và Thái Lan.